# こんばんは!とやま6:30
『こんばんは!とやま6:30』は、1979年10月1日から1981年10月2日までに富山テレビで放送された平日夕方の富山県向けローカルワイドニュース番組である。

## 番組概要
- 東京発の全国ニュース「FNNニュースレポート6:00」と併せて1時間のニュース番組を形成し、当時「チャンネル1」でローカルニュースの拡充を図っていた北日本放送に挑む形となった。

また、愛称は“とやま6:30”。

## 放送時間
- 月曜日 - 金曜日 18:30 - 19:00（JST、1979年10月1日 - 1981年10月2日）

## ニュースキャスター
- 水井正隆（当時富山テレビアナウンサー）
- 小山憲一（同上、元同局報道部記者）

## 番組誕生の背景
- それまで富山テレビの夕方ニュースは『FNNニュース6:30』の後のローカルニュース枠として『中日ニュース テレポートとやま』として放送され、5分から15分程度の内容であった。
- 「堅苦しいものと規定されがちなニュースを、もっと身近で親しみの持てる番組に（『富山テレビ二十年の歩み』より）との方針から、番組タイトルから“ニュース”を外し、内容も県内各地で女性レポーターが中継を行うなど、地域に密着する姿勢をとった。
- OP音楽とエンディング音楽はFNNニュースレポート6:30と同じ音楽を使用していた。